# Pavel Demo
Pavel Demo (* 20. listopadu 1953) je český fyzik a profesor. Působí jako vedoucí katedry fyziky na Fakultě stavební ČVUT (FSv ČVUT), vedoucí vědecký pracovník na oddělení optických materiálů Fyzikálního ústavu Akademie věd ČR (FZÚ AVČR) a člen vedení Společné laboratoře technologie polymerních nanovláken FZÚ AVČR a FSv ČVUT.

## Život
Pavel Demo vystudoval Matematicko-fyzikální fakultu Univerzity Karlovy v Praze, obor fyzika, kde absolvoval v roce 1977. Od roku 1978 působil jako aspirant na Fyzikálním ústavu Akademie věd. V roce 2005 proběhlo řízení k jmenování Pavla Dema profesorem, Pavel Demo přednesl přednášku na téma Nukleace: teorie, aplikace, otevřené problémy, která byla dobře přijata, a zároveň byly oceněny jeho pedagogické schopnosti a schopnost motivovat studenty ke studiu fyziky.
Odborně se Pavel Demo zabývá zejména teorií nukleace a růstu krystalů, teoretickými aspekty pokročilých nanotechnologií, moderní teorií fázových přechodů a aplikacemi těchto teorií – zejména ve stavebnictví. Kromě toho se zaobírá termodynamikou, statistickou a matematickou fyzikou, nelineární dynamikou, fyzikou kondenzovaného stavu a teorií bifurkace.
Působí ve vědecké radě FSv ČVUT a grémiu děkana tamtéž. Je členem redakční rady Československého časopisu pro fyziku.
V akademickém roce 2015/2016 taktéž působil na Fakultě dopravní ČVUT, kde pozvedl úroveň výuky fyziky za kladného ohlasu studentů.